# Paris-Nice 2009
La 67e édition de la course cycliste par étapes Paris-Nice a eu lieu du 8 au 15 mars 2009. La course est la deuxième épreuve du Calendrier mondial UCI 2009. La victoire revient à l'Espagnol Luis León Sánchez.

## Équipes et coureurs présents
Dix-sept des dix-huit équipes ProTour participent à ce Paris-Nice. L'organisation de la course a refusé d'inviter l'équipe Fuji-Servetto, estimant qu'elle pouvait nuire à l'image de l'épreuve. Fuji-Servetto succède en effet à Saunier Duval-Scott, dont les coureurs Riccardo Riccò et Leonardo Piepoli ont subi des contrôles antidopage positifs lors du Tour de France 2008. Également exclue de Tirreno-Adriatico et Milan-San Remo, Fuji-Servetto a obtenu d'y participer par un recours au Tribunal arbitral du sport. Ce dernier a en revanche confirmé l'exclusion de Paris-Nice.
Trois équipes continentales professionnelles sont invitées : Cervélo Test Team, Agritubel et Skil-Shimano.

## Classements des étapes
| Étape     | Date    | Villes étapes                                     | Distance | Vainqueur d’étape     | Leader du classement général |
| 1re étape | 8 mars  | Amilly - Amilly                                   | 9,3      | Alberto Contador      | Alberto Contador             |
| 2e étape  | 9 mars  | Saint-Brisson-sur-Loire - La Chapelle-Saint-Ursin | 195,5    | Heinrich Haussler     | Alberto Contador             |
| 3e étape  | 10 mars | Orval - Vichy                                     | 178      | Sylvain Chavanel      | Sylvain Chavanel             |
| 4e étape  | 11 mars | Vichy - Saint-Étienne                             | 173,5    | Christian Vande Velde | Sylvain Chavanel             |
| 5e étape  | 12 mars | Annonay - Vallon-Pont-d'Arc                       | 204      | Jérémy Roy            | Sylvain Chavanel             |
| 6e étape  | 13 mars | Saint-Paul-Trois-Châteaux - La Montagne de Lure   | 182,5    | Alberto Contador      | Alberto Contador             |
| 7e étape  | 14 mars | Manosque - Fayence                                | 191      | Luis León Sánchez     | Luis León Sánchez            |
| 8e étape  | 15 mars | Nice - Nice                                       | 119      | Antonio Colom         | Luis León Sánchez            |

## Classement général
|     | Cycliste            | Équipe                |    | Temps            |
| --- | ------------------- | --------------------- | -- | ---------------- |
| 1.  | Luis León Sánchez   | Caisse d'Épargne      | en | 30 h 53 min 51 s |
| 2.  | Fränk Schleck       | Saxo Bank             | +  | 1 min 00 s       |
| 3.  | Sylvain Chavanel    | Quick Step            |    | 1 min 09 s       |
| 4.  | Alberto Contador    | Astana                |    | 1 min 24 s       |
| 5.  | Antonio Colom       | Katusha               |    | 1 min 47 s       |
| 6.  | Jens Voigt          | Saxo Bank             |    | 1 min 59 s       |
| 7.  | Kevin Seeldraeyers  | Quick Step            |    | 2 min 29 s       |
| 8.  | Jonathan Hivert     | Skil-Shimano          |    | 2 min 57 s       |
| 9.  | Yury Trofimov       | BBox Bouygues Telecom |    | 3 min 37 s       |
| 10. | Christophe Le Mével | La Française des jeux |    | 4 min 00 s       |

## Les étapes

### 1reétape
La première étape s'est déroulée le 8 mars 2009. Long de 9,3 km, le parcours contre-la-montre était tracé autour d'Amilly. L'Espagnol Alberto Contador (Astana) s'est imposé devant Bradley Wiggins (Garmin-Slipstream) et Luis León Sánchez (Caisse d'Épargne).

Lors de l'édition précédente, les coureurs s'étaient livrés à un prologue. Cette année, il s'agit d'une première étape en raison du kilométrage supérieur à 8 km.
|     | Cycliste          | Équipe             |    | Temps       |
| --- | ----------------- | ------------------ | -- | ----------- |
| 1.  | Alberto Contador  | Astana             | en | 11 min 05 s |
| 2.  | Bradley Wiggins   | Garmin-Slipstream  | +  | 7 s         |
| 3.  | Luis León Sánchez | Caisse d'Épargne   |    | 9 s         |
| 4.  | Tony Martin       | Columbia-High Road |    | 11 s        |
| 5.  | David Millar      | Garmin-Slipstream  |    | 14 s        |
| 6.  | Joost Posthuma    | Rabobank           |    | 18 s        |
| 7.  | Sylvain Chavanel  | Quick Step         |    | 19 s        |
| 8.  | Antonio Colom     | Katusha            |    | m.t.        |
| 9.  | Vladimir Karpets  | Katusha            |    | 21 s        |
| 10. | Rémi Pauriol      | Cofidis            |    | 22 s        |

|     | Cycliste          | Équipe             |    | Temps       |
| --- | ----------------- | ------------------ | -- | ----------- |
| 1.  | Alberto Contador  | Astana             | en | 11 min 05 s |
| 2.  | Bradley Wiggins   | Garmin-Slipstream  | +  | 7 s         |
| 3.  | Luis León Sánchez | Caisse d'Épargne   |    | 9 s         |
| 4.  | Tony Martin       | Columbia-High Road |    | 11 s        |
| 5.  | David Millar      | Garmin-Slipstream  |    | 14 s        |
| 6.  | Joost Posthuma    | Rabobank           |    | 18 s        |
| 7.  | Sylvain Chavanel  | Quick Step         |    | 19 s        |
| 8.  | Antonio Colom     | Katusha            |    | m.t.        |
| 9.  | Vladimir Karpets  | Katusha            |    | 21 s        |
| 10. | Rémi Pauriol      | Cofidis            |    | 22 s        |

### 2eétape
La deuxième étape s'est déroulée le 9 mars 2009. Long de 195,5 km, le parcours était tracé entre Saint-Brisson-sur-Loire et La Chapelle-Saint-Ursin. L'Allemand Heinrich Haussler (Cervélo TestTeam) s'est imposé devant Mark Renshaw (Columbia-High Road) et Mirco Lorenzetto (Lampre-NGC) au sprint.
|     | Cycliste           | Équipe                |    | Temps           |
| --- | ------------------ | --------------------- | -- | --------------- |
| 1.  | Heinrich Haussler  | Cervélo TestTeam      | en | 4 h 55 min 01 s |
| 2.  | Mark Renshaw       | Columbia-High Road    | +  | 0 s             |
| 3.  | Mirco Lorenzetto   | Lampre-NGC            |    | m.t.            |
| 4.  | Tom Veelers        | Skil-Shimano          |    | m.t.            |
| 5.  | Murilo Fischer     | Liquigas              |    | m.t.            |
| 6.  | Sébastien Chavanel | La Française des jeux |    | m.t.            |
| 7.  | Sébastien Hinault  | AG2R La Mondiale      |    | m.t.            |
| 8.  | Samuel Dumoulin    | Cofidis               |    | m.t.            |
| 9.  | Romain Feillu      | Agritubel             |    | m.t.            |
| 10. | Mathew Hayman      | Rabobank              |    | m.t.            |

|     | Cycliste          | Équipe             |    | Temps           |
| --- | ----------------- | ------------------ | -- | --------------- |
| 1.  | Alberto Contador  | Astana             | en | 4 h 56 min 06 s |
| 2.  | Bradley Wiggins   | Garmin-Slipstream  | +  | 7 s             |
| 3.  | Luis León Sánchez | Caisse d'Épargne   |    | 9 s             |
| 4.  | Tony Martin       | Columbia-High Road |    | 11 s            |
| 5.  | David Millar      | Garmin-Slipstream  |    | 14 s            |
| 6.  | Joost Posthuma    | Rabobank           |    | 18 s            |
| 7.  | Sylvain Chavanel  | Quick Step         |    | 19 s            |
| 8.  | Antonio Colom     | Katusha            |    | m.t.            |
| 9.  | Heinrich Haussler | Cervélo TestTeam   |    | 20 s            |
| 10. | Vladimir Karpets  | Katusha            |    | 21 s            |

### 3eétape
La troisième étape s'est déroulée le 10 mars 2009. Long de 178 km, le parcours était tracé entre Orval et Vichy. Le Français Sylvain Chavanel (Quick Step) s'est imposé devant Juan Antonio Flecha (Rabobank) et Sebastian Langeveld (Rabobank) et s'est emparé du maillot jaune, le précédent leader Alberto Contador arrivant dans un groupe retardé.
Cinq coureurs s'échappent après 10 km de course : Stéphane Augé (Cofidis), Maciej Bodnar (Liquigas), Jürgen Roelandts (Silence-Lotto), Christophe Le Mével (La Française des jeux et Tom Veelers (Skil-Shimano) compte jusqu'à 7 minutes d'avance. Augé passe en tête aux trois côtes de troisième catégorie, ce qui lui permet d'endosser le maillot à pois.
À 50 km de l'arrivée, l'équipe Rabobank place cinq coureurs à l'avant du peloton et provoque des cassures dans le peloton. Vingt coureurs se trouvent ainsi dans un groupe de tête qui rattrape les échappés. Le porteur du maillot jaune Alberto Contador se trouve dans un groupe retardé. Les équipiers des équipes Rabobank et Quick Step accroissent l'avance du groupe de tête, qui se réduit à huit coureurs : Augé, Roelandts, auxquels s'ajoutent Juan Antonio Flecha, Juan Manuel Gárate et Sebastian Langeveld (Rabobank), Sylvain Chavanel et Kevin Seeldraeyers (Quick Step) et Marcus Burghardt (Columbia-High Road). Ce dernier est victime d'une crevaison à 5 km de l'arrivée, qu'il rejoint avec 40 secondes de retard. Langeveld attaque à sous la flamme rouge et est rattrapé par Chavanel, Flecha puis le reste du groupe à l'amorce de la dernière ligne droite. Flecha lance le sprint et est dépassé par Chavanel qui remporte l'étape.
Un groupe d'une trentaine de coureurs arrive avec plus d'une minute de retard, comprenant notamment Contador qui perd le maillot jaune au profit de Chavanel et recule à la cinquième place. Celui-ci était déjà leader du classement général en 2008 à l'issue de la troisième étape. Il remplit ainsi partiellement ses objectifs sur cette course : gagner une étape et bien figurer au classement final.
|     | Cycliste            | Équipe                |    | Temps           |
| --- | ------------------- | --------------------- | -- | --------------- |
| 1.  | Sylvain Chavanel    | Quick Step            | en | 4 h 33 min 12 s |
| 2.  | Juan Antonio Flecha | Rabobank              | +  | 0 s             |
| 3.  | Sebastian Langeveld | Rabobank              |    | m.t.            |
| 4.  | Stéphane Augé       | Cofidis               |    | m.t.            |
| 5.  | Kevin Seeldraeyers  | Quick Step            |    | m.t.            |
| 6.  | Juan Manuel Gárate  | Rabobank              |    | m.t.            |
| 7.  | Jürgen Roelandts    | Silence-Lotto         |    | m.t.            |
| 8.  | Marcus Burghardt    | Team Columbia         |    | 40 s            |
| 9.  | Heinrich Haussler   | Cervélo TestTeam      |    | 1 min 09 s      |
| 10. | Sébastien Turgot    | BBox Bouygues Telecom |    | m.t.            |

|     | Cycliste            | Équipe            |    | Temps           |
| --- | ------------------- | ----------------- | -- | --------------- |
| 1.  | Sylvain Chavanel    | Quick Step        | en | 9 h 29 min 24 s |
| 2.  | Juan Manuel Gárate  | Rabobank          | +  | 33 s            |
| 3.  | Juan Antonio Flecha | Rabobank          |    | 36 s            |
| 4.  | Kevin Seeldraeyers  | Quick Step        |    | 37 s            |
| 5.  | Jürgen Roelandts    | Silence-Lotto     |    | 40 s            |
| 6.  | Alberto Contador    | Astana            |    | 1 min 03 s      |
| 7.  | Luis León Sánchez   | Caisse d'Épargne  |    | 1 min 12 s      |
| 8.  | Stéphane Augé       | Cofidis           |    | 1 min 14 s      |
| 9.  | David Millar        | Garmin-Slipstream |    | 1 min 17 s      |
| 10. | Antonio Colom       | Katusha           |    | 1 min 22 s      |

### 4eétape
La quatrième étape s'est déroulée le 11 mars 2009. Long de 173,5 km, le parcours était tracé entre Vichy et Saint-Étienne. L'Américain Christian Vande Velde s'est imposé devant Jonathan Hivert et Mirco Lorenzetto.
Le rouleur de Garmin, cinquième du dernier Tour, s'est immiscé dans l'échappée du jour au côté de Dumoulin, Kolobnev, Roche, Florencio et Moreno Fernandez. Dans un final ponctué par une succession de côtes, Vandevelde a accéléré en solitaire à 20 kilomètres de l'arrivée. Il se lance dès lors dans un "contre-la-montre" d'une vingtaine de kilomètres que personne ne pourra rattraper
Derrière, Alberto Contador porte une attaque à Sylvain Chavanel. Ce dernier perd 30 secondes et voit s'amenuiser ses chances de remporter le classement Général final de ce Paris-Nice 2009
|     | Cycliste              | Équipe            |    | Temps           |
| --- | --------------------- | ----------------- | -- | --------------- |
| 1.  | Christian Vande Velde | Garmin-Slipstream | en | 4 h 01 min 31 s |
| 2.  | Jonathan Hivert       | Skil-Shimano      | +  | 14 s            |
| 3.  | Mirco Lorenzetto      | Lampre-NGC        |    | m.t.            |
| 4.  | Christophe Moreau     | Agritubel         |    | m.t.            |
| 5.  | Jens Voigt            | Saxo Bank         |    | m.t.            |
| 6.  | Amaël Moinard         | Cofidis           |    | m.t.            |
| 7.  | Jakob Fuglsang        | Saxo Bank         |    | m.t.            |
| 8.  | Maxime Monfort        | Team Columbia     |    | m.t.            |
| 9.  | Fränk Schleck         | Saxo Bank         |    | m.t.            |
| 10. | Juan Manuel Gárate    | Rabobank          |    | m.t.            |

|     | Cycliste            | Équipe            |    | Temps            |
| --- | ------------------- | ----------------- | -- | ---------------- |
| 1.  | Sylvain Chavanel    | Quick Step        | en | 13 h 31 min 36 s |
| 2.  | Juan Manuel Gárate  | Rabobank          | +  | 6 s              |
| 3.  | Juan Antonio Flecha | Rabobank          |    | 36 s             |
| 4.  | Alberto Contador    | Astana            |    | m.t.             |
| 5.  | Kevin Seeldraeyers  | Quick Step        |    | 37 s             |
| 6.  | Luis León Sánchez   | Caisse d'Épargne  |    | 45 s             |
| 7.  | David Millar        | Garmin-Slipstream |    | 50 s             |
| 8.  | Antonio Colom       | Katusha           |    | 55 s             |
| 9.  | Vladimir Karpets    | Katusha           |    | 57 s             |
| 10. | Jens Voigt          | Saxo Bank         |    | 1 min 03 s       |

### 5eétape
La cinquième étape s'est déroulée le 12 mars 2009. Long de 204 km, le parcours était tracé entre Annonay et Vallon-Pont-d'Arc. Jérémy Roy s'est imposé devant Thomas Voeckler et Tony Martin.
|     | Cycliste          | Équipe                |    | Temps           |
| --- | ----------------- | --------------------- | -- | --------------- |
| 1.  | Jérémy Roy        | La Française des jeux | en | 4 h 58 min 47 s |
| 2.  | Thomas Voeckler   | BBox Bouygues Telecom | +  | 0 s             |
| 3.  | Tony Martin       | Team Columbia         |    | 3 s             |
| 4.  | Heinrich Haussler | Cervélo TestTeam      |    | 2 min 33 s      |
| 5.  | Murilo Fischer    | Liquigas              |    | m.t.            |
| 6.  | Romain Feillu     | Agritubel             |    | m.t.            |
| 7.  | Cyril Lemoine     | Skil-Shimano          |    | m.t.            |
| 8.  | Jürgen Roelandts  | Silence-Lotto         |    | m.t.            |
| 9.  | Mirco Lorenzetto  | Lampre-NGC            |    | m.t.            |
| 10. | Sébastien Hinault | AG2R La Mondiale      |    | m.t.            |

|     | Cycliste            | Équipe            |    | Temps            |
| --- | ------------------- | ----------------- | -- | ---------------- |
| 1.  | Sylvain Chavanel    | Quick Step        | en | 18 h 32 min 56 s |
| 2.  | Juan Manuel Gárate  | Rabobank          | +  | 6 s              |
| 3.  | Juan Antonio Flecha | Rabobank          |    | 36 s             |
| 4.  | Alberto Contador    | Astana            |    | m.t.             |
| 5.  | Kevin Seeldraeyers  | Quick Step        |    | 37 s             |
| 6.  | Luis León Sánchez   | Caisse d'Épargne  |    | 45 s             |
| 7.  | David Millar        | Garmin-Slipstream |    | 50 s             |
| 8.  | Antonio Colom       | Katusha           |    | 55 s             |
| 9.  | Vladimir Karpets    | Katusha           |    | 57 s             |
| 10. | Jens Voigt          | Saxo Bank         |    | 1 min 03 s       |

### 6eétape
La sixième étape s'est déroulée le 13 mars 2009. Long de 182,5 km, le parcours était tracé entre Saint-Paul-Trois-Châteaux et La montagne de Lure. L'Espagnol Alberto Contador (Astana), déjà vainqueur de la première étape, s'est imposé en solitaire devant Fränk Schleck (Saxo Bank) et Luis León Sánchez (Caisse d'Épargne).
|     | Cycliste             | Équipe            |    | Temps           |
| --- | -------------------- | ----------------- | -- | --------------- |
| 1.  | Alberto Contador     | Astana            | en | 4 h 47 min 46 s |
| 2.  | Fränk Schleck        | Saxo Bank         | +  | 58 s            |
| 3.  | Luis León Sánchez    | Caisse d'Épargne  |    | m.t.            |
| 4.  | Cadel Evans          | Silence-Lotto     |    | 1 min 27 s      |
| 5.  | David Moncoutié      | Cofidis           |    | m.t.            |
| 6.  | Jens Voigt           | Saxo Bank         |    | 1 min 29 s      |
| 7.  | Samuel Sánchez       | Euskaltel-Euskadi |    | 1 min 31 s      |
| 8.  | Jonathan Hivert      | Skil-Shimano      |    | 1 min 34 s      |
| 9.  | Christophe Moreau    | Agritubel         |    | 1 min 44 s      |
| 10. | Chris Anker Sørensen | Saxo Bank         |    | 1 min 46 s      |

|     | Cycliste           | Équipe                |    | Temps            |
| --- | ------------------ | --------------------- | -- | ---------------- |
| 1.  | Alberto Contador   | Astana                | en | 23 h 21 min 08 s |
| 2.  | Luis León Sánchez  | Caisse d'Épargne      | +  | 1 min 13 s       |
| 3.  | Sylvain Chavanel   | Quick Step            |    | 1 min 24 s       |
| 4.  | Fränk Schleck      | Saxo Bank             |    | 1 min 38 s       |
| 5.  | Kevin Seeldraeyers | Quick Step            |    | 2 min 01 s       |
| 6.  | Jens Voigt         | Saxo Bank             |    | 2 min 06 s       |
| 7.  | Samuel Sánchez     | Euskaltel-Euskadi     |    | 2 min 14 s       |
| 8.  | Jonathan Hivert    | Skil-Shimano          |    | 2 min 29 s       |
| 9.  | Antonio Colom      | Katusha               |    | 2 min 35 s       |
| 10. | Yury Trofimov      | BBox Bouygues Telecom |    | 3 min 09 s       |

### 7eétape
La septième étape s'est déroulée le 14 mars 2009. Long de 191 km, le parcours était tracé entre Manosque et Fayence. L'Espagnol Luis León Sánchez (Caisse d'Épargne) s'est imposé devant Antonio Colom (Katusha) et Fränk Schleck (Saxo Bank).
Après que 4 hommes aient attaqués, Alberto Contador, Fränk Schleck, Sylvain Chavanel et Antonio Colom, Contador est victime d'une défaillance a 4 kilomètres du but. Luis León Sánchez, échappé, en profite et prend le maillot jaune devant Chavanel et Schleck. Contador est quatrième.
|     | Cycliste              | Équipe           |    | Temps           |
| --- | --------------------- | ---------------- | -- | --------------- |
| 1.  | Luis León Sánchez     | Caisse d'Épargne | en | 4 h 43 min 34 s |
| 2.  | Antonio Colom         | Katusha          | +  | 50 s            |
| 3.  | Fränk Schleck         | Saxo Bank        |    | m.t.            |
| 4.  | Sylvain Chavanel      | Quick Step       |    | m.t.            |
| 5.  | Jens Voigt            | Saxo Bank        |    | 56 s            |
| 6.  | David Moncoutié       | Cofidis          |    | 1 min 31 s      |
| 7.  | Hubert Dupont         | AG2R La Mondiale |    | m.t.            |
| 8.  | Jurgen Van den Broeck | Silence-Lotto    |    | m.t.            |
| 9.  | Christophe Moreau     | Agritubel        |    | m.t.            |
| 10. | Amaël Moinard         | Cofidis          |    | m.t.            |

|     | Cycliste            | Équipe                |    | Temps            |
| --- | ------------------- | --------------------- | -- | ---------------- |
| 1.  | Luis León Sánchez   | Caisse d'Épargne      | en | 28 h 05 min 45 s |
| 2.  | Sylvain Chavanel    | Quick Step            | +  | 1 min 09 s       |
| 3.  | Fränk Schleck       | Saxo Bank             |    | 1 min 21 s       |
| 4.  | Alberto Contador    | Astana                |    | 1 min 50 s       |
| 5.  | Jens Voigt          | Saxo Bank             |    | 1 min 59 s       |
| 6.  | Antonio Colom       | Katusha               |    | 2 min 16 s       |
| 7.  | Kevin Seeldraeyers  | Quick Step            |    | 2 min 29 s       |
| 8.  | Jonathan Hivert     | Skil-Shimano          |    | 2 min 57 s       |
| 9.  | Yury Trofimov       | BBox Bouygues Teleco  |    | 3 min 37 s       |
| 10. | Christophe Le Mével | La Française des jeux |    | 4 min 00 s       |

### 8eétape
La huitième et dernière étape s'est déroulée le 15 mars 2009. Long de 119 km, le parcours était tracé autour de Nice. L'Espagnol Antonio Colom (Katusha) s'est imposé devant Alberto Contador (Astana) et Fränk Schleck (Saxo Bank). Luis León Sánchez s'est adjugé le classement final de l'épreuve.
|     | Cycliste            | Équipe                |    | Temps           |
| --- | ------------------- | --------------------- | -- | --------------- |
| 1.  | Antonio Colom       | Katusha               | en | 2 h 47 min 49 s |
| 2.  | Alberto Contador    | Astana                |    | 0 s             |
| 3.  | Fränk Schleck       | Saxo Bank             | +  | 1 s             |
| 4.  | Jonathan Hivert     | Skil-Shimano          |    | 17 s            |
| 5.  | Christophe Moreau   | AG2R La Mondiale      |    | m.t.            |
| 6.  | Sylvain Chavanel    | Quick Step            |    | m.t.            |
| 7.  | Juan Manuel Gárate  | Rabobank              |    | m.t.            |
| 8.  | Christophe Le Mével | La Française des jeux |    | m.t.            |
| 9.  | Jens Voigt          | Saxo Bank             |    | m.t.            |
| 10. | Sandy Casar         | La Française des jeux |    | m.t.            |

|     | Cycliste            | Équipe                |    | Temps            |
| --- | ------------------- | --------------------- | -- | ---------------- |
| 1.  | Luis León Sánchez   | Caisse d'Épargne      | en | 30 h 53 min 51 s |
| 2.  | Fränk Schleck       | Saxo Bank             | +  | 1 min 00 s       |
| 3.  | Sylvain Chavanel    | Quick Step            |    | 1 min 09 s       |
| 4.  | Alberto Contador    | Astana                |    | 1 min 24 s       |
| 5.  | Antonio Colom       | Katusha               |    | 1 min 47 s       |
| 6.  | Jens Voigt          | Saxo Bank             |    | 1 min 59 s       |
| 7.  | Kevin Seeldraeyers  | Quick Step            |    | 2 min 29 s       |
| 8.  | Jonathan Hivert     | Skil-Shimano          |    | 2 min 57 s       |
| 9.  | Yury Trofimov       | BBox Bouygues Telecom |    | 3 min 37 s       |
| 10. | Christophe Le Mével | La Française des jeux |    | 4 min 00 s       |

## Évolution des classements
| Étape (Vainqueur)                       | Classement général | Classement de la montagne | Classement par points | Le meilleur jeune  | Classement par équipes |
| --------------------------------------- | ------------------ | ------------------------- | --------------------- | ------------------ | ---------------------- |
| Première étape (Alberto Contador)       | Alberto Contador   | non-attribué              | Alberto Contador      | Tony Martin        | Astana                 |
| Deuxième étape (Heinrich Haussler)      | Alberto Contador   | Aitor Hernandez           | Heinrich Haussler     | Tony Martin        | Astana                 |
| Troisième étape (Sylvain Chavanel)      | Sylvain Chavanel   | Stéphane Augé             | Sylvain Chavanel      | Kevin Seeldraeyers | Rabobank               |
| Quatrième étape (Christian Vande Velde) | Sylvain Chavanel   | Stéphane Augé             | Mirco Lorenzetto      | Kevin Seeldraeyers | Rabobank               |
| Cinquième étape (Jérémy Roy)            | Sylvain Chavanel   | Tony Martin               | Mirco Lorenzetto      | Kevin Seeldraeyers | Rabobank               |
| Sixième étape (Alberto Contador)        | Alberto Contador   | Tony Martin               | Mirco Lorenzetto      | Kevin Seeldraeyers | Saxo Bank              |
| Septième étape (Luis León Sánchez)      | Luis León Sánchez  | Tony Martin               | Sylvain Chavanel      | Kevin Seeldraeyers | Saxo Bank              |
| Huitième étape (Antonio Colom)          | Luis León Sánchez  | Tony Martin               | Sylvain Chavanel      | Kevin Seeldraeyers | Saxo Bank              |

## Liste des engagés
| AG2R La Mondiale | Silence-Lotto | Rabobank |
| - 01. Rinaldo Nocentini - 02. José Luis Arrieta (A 6e) - 03. Hubert Dupont - 04. Vladimir Efimkin - 05. Stéphane Goubert - 06. Sébastien Hinault (HD 8e) - 07. Christophe Riblon (A 8e) - 08. Nicolas Roche            | - 11. Cadel Evans - 12. Wilfried Cretskens (A 8e) - 13. Mickaël Delage (A 7e) - 14. Philippe Gilbert (A 5e) - 15. Matthew Lloyd - 16. Jürgen Roelandts (A 8e) - 17. Jurgen Van den Broeck - 18. Jelle Vanendert (NP 6e)        | - 21. Juan Antonio Flecha - 22. Juan Manuel Gárate - 23. Mathew Hayman (A 8e) - 24. Sebastian Langeveld (NP 7e) - 25. Nick Nuyens (A 8e) - 26. Joost Posthuma (NP 3e) - 27. Bram Tankink (NP 8e) - 28. Maarten Tjallingii |
| Garmin-Slipstream | Quick Step | Astana |
| - 31. David Millar (A 8e) - 32. Steven Cozza (A 5e) - 33. Trent Lowe - 34. Daniel Martin (NP 3e) - 35. Danny Pate (A 8e) - 36. Thomas Peterson - 37. Christian Vande Velde - 38. Bradley Wiggins (NP 4e)               | - 41. Sylvain Chavanel - 42. Carlos Barredo - 43. Kevin De Weert (A 7e) - 44. Jérôme Pineau - 45. Francesco Reda (A 7e) - 46. Kevin Seeldraeyers - 47. Jurgen Van de Walle - 48. Kevin Van Impe                                | - 51. Alberto Contador - 52. Alexsandr Dyachenko - 53. Daniel Navarro - 54. Benjamín Noval (A 8e) - 55. Sérgio Paulinho (A 8e) - 56. Yaroslav Popovych - 57. Michael Schär (A 8e) - 58. Haimar Zubeldia (A 8e)            |
| Caisse d'Épargne | La Française des jeux | Saxo Bank |
| - 61. Óscar Pereiro - 62. Andrey Amador (A 8e) - 63. Anthony Charteau (A 3e) - 64. Imanol Erviti (HD 8e) - 65. David López García - 66. Daniel Moreno - 67. Mathieu Perget - 68. Luis León Sánchez                     | - 71. Sandy Casar - 72. Sébastien Chavanel (A 6e) - 73. Mikaël Cherel (A 7e) - 74. Sébastien Joly (A 8e) - 75. Matthieu Ladagnous - 76. Christophe Le Mével - 77. Jérémy Roy - 78. Jussi Veikkanen (A 4e)                      | - 81. Fränk Schleck - 82. Jakob Fuglsang - 83. Alexandr Kolobnev (A 8e) - 84. Karsten Kroon - 85. Gustav Larsson - 86. Chris Anker Sørensen - 87. Nicki Sørensen - 88. Jens Voigt                                         |
| Columbia-High Road | Liquigas | Cofidis |
| - 91. Marcus Burghardt (A 8e) - 92. Michael Barry - 93. Tony Martin - 94. Maxime Monfort - 95. Marco Pinotti - 96. Mark Renshaw (A 7e) - 97. Marcel Sieberg (A 7e)                                                     | - 101. Roman Kreuziger (A 8e) - 102. Maciej Bodnar (A 7e) - 103. Murilo Fischer - 104. Enrico Franzoi (NP 5e) - 105. Aliaksandr Kuschynski - 106. Ivan Santaromita (A 7e) - 107. Brian Vandborg (A 5e) - 108. Frederik Willems | - 111. David Moncoutié - 112. Stéphane Augé (A 8e) - 113. Mickaël Buffaz (A 7e) - 114. Samuel Dumoulin (A 8e) - 115. Amaël Moinard - 116. Damien Monier - 117. Rémi Pauriol (A 2e) - 118. Rein Taaramäe                   |
| Euskaltel-Euskadi | BBox Bouygues Telecom | Katusha |
| - 121. Samuel Sánchez (A 7e) - 122. Javier Aramendia (A 7e) - 123. Aitor Hernandez - 124. Markel Irizar (A 8e) - 125. Iñaki Isasi - 126. Juan José Oroz - 127. Alan Pérez - 128. Gorka Verdugo                         | - 131. Thomas Voeckler (A 6e) - 132. Olivier Bonnaire - 133. Cyril Gautier - 134. Yohann Gène (A 7e) - 135. Alexandre Pichot - 136. Pierre Rolland - 137. Yury Trofimov - 138. Sébastien Turgot (A 8e)                         | - 141. Antonio Colom - 142. Alexandre Botcharov - 143. Nikita Eskov - 144. Joan Horrach - 145. Vladimir Karpets - 146. Evgueni Petrov - 147. Gert Steegmans (A 7e) - 148. Stijn Vandenbergh                               |
| Agritubel | Lampre-NGC | Milram |
| - 151. Christophe Moreau - 152. Maxime Bouet - 153. Sylvain Calzati (NP 4e) - 154. Romain Feillu (A 7e) - 155. Yann Huguet (A 8e) - 156. Christophe Laurent - 157. Geoffroy Lequatre - 158. Nicolas Vogondy            | - 161. Simon Špilak (A 6e) - 162. Marco Bandiera - 163. Matteo Bono (A 3e) - 164. Pietro Caucchioli (A 7e) - 165. Francesco Gavazzi - 166. David Loosli - 167. Mirco Lorenzetto (A 8e) - 168. Manuele Mori                     | - 171. Markus Fothen - 172. Thomas Fothen (A 7e) - 173. Christian Knees - 174. Martin Müller (A 8e) - 175. Thomas Rohregger - 176. Matthias Russ (A 8e) - 177. Niki Terpstra - 178. Martin Velits                         |
| Cervélo Test Team | Skil-Shimano | |
| - 181. Heinrich Haussler - 182. Íñigo Cuesta (NP 5e) - 183. Dan Fleeman (A 7e) - 184. Xavier Florencio - 185. José Ángel Gómez Marchante (NP 3e) - 186. Jeremy Hunt - 187. Serge Pauwels (A 7e) - 188. Hayden Roulston | - 191. Jonathan Hivert - 192. Koen de Kort - 193. Theo Eltink - 194. Floris Goesinnen - 195. Cyril Lemoine - 196. Piet Rooijakkers (HD 8e) - 197. Albert Timmer - 198. Tom Veelers (A 7e)                                      | |

(A: Abandon; NP: Non partant; HD: Hors délais.)